# 화천 위라리 칠층석탑
위라리 칠층석탑(位羅里 七層石塔)은 대한민국 강원특별자치도 화천군 하남면 워라리에 있는 고려시대의 칠층석탑이다. 1971년 12월 16일 강원특별자치도의 유형문화재 제30호로 지정되었다.

## 개요
고려시대의 옛 절터에 남아 있는 7층 석탑이다. 기단부재, 탑몸돌, 지붕돌 등이 사방에 흩어져 있던 것을 수습하여 다시 세운 것으로, 지붕돌과 탑신의 1 ·2 ·3층의 몸돌은 원래의 것이고 4층 이상의 몸돌은 1975년 복원할 때 보충한 것이다.
탑의 형태는 커다란 바닥돌 위에 7층의 탑신(塔身)을 올린 모습이다. 탑신의 몸돌은 각 모서리마다 기둥모양을 새겨놓았고, 2층에서 1층에 비해 큰 폭으로 높이가 줄어들다가 그 이후부터는 아주 조금씩 줄어들었다. 지붕돌은 밑면의 받침이 3단씩이며, 처마는 수평을 이루다 네 귀퉁이에서 살짝 치켜 올라갔다. 꼭대기에는 머리장식이 모두 없어지고 둥근 돌 하나만 남아 있다.
규모만 작을 뿐, 탑신의 몸돌에 기둥을 조각한 것이나 지붕돌받침이 3단인 점 등이 남계원칠층석탑(국보 제100호)과 매우 비슷한 양식과 수법을 보이고 있어 두 탑의 제작연대가 비슷한 시기일 것으로 보인다.

## 같이 보기
- 개성 남계원지 칠층석탑 - 국보 제100호

## 참고 문헌
- 위라리칠층석탑 - 국가유산청 국가유산포털